# Santtu-Matias Rouvali
Santtu-Matias Rouvali (* 5. November 1985 in Lahti) ist ein finnischer Dirigent und Perkussionist. Von 2013 bis 2023 war er Chefdirigent des Philharmonischen Orchesters Tampere. Seit 2017 ist er Chefdirigent der Göteborger Symphoniker und seit 2021 auch Principal Conductor des London Philharmonia Orchestra. Als Gastdirigent leitete er im November 2024 die New Yorker Philharmoniker.
Der jüngste dreier Brüder entstammt einer musikalischen Familie: Rouvalis Eltern spielten im Symphonischen Orchester Lahti. Seit seiner Kindheit erhielt er Percussion-Unterricht. Er studierte an der Sibelius-Akademie bei Jorma Panula, Leif Segerstam und Hannu Lintu.
Bevor er sich mit 22 Jahren mehr dem Dirigieren zuwandte, spielte er als Perkussionist unter anderem mit dem Finnischen Radio-Sinfonie-Orchester und dem Symphonischen Orchester Lahti.
Rouvali hat Aufnahmen mit dem Philharmonischen Orchester Oulu und mit dem Philharmonischen Orchester Tampere veröffentlicht.